# Коник (Тверская область)
Ко́ник — деревня в Весьегонском муниципальном округе Тверской области.

## География
Деревня находится в северо-восточной части Тверской области на расстоянии приблизительно 22 км на запад-юго-запад по прямой от районного центра города Весьегонск.

## История
Известна с 1646 года как поместье Прокофия Петровича Зиновьева. Дворов было 18 (1859 год), 41 (1889), 78 (1931), 43 (1963), 29 (1993),. До 2019 года входила в состав Любегощинского сельского поселения до упразднения последнего.

## Население
Численность населения: 273 человека (1859 год), 195 (1889), 329(1931), 132 (1963), 55 (1993), 36 (русские 97 %) в 2002 году, 21 в 2010.